# Rosa abutalybovii
Rosa abutalybovii es una especie de planta del género Rosa, de la familia Rosaceae.

## Taxonomía
Rosa abutalybovii fue descrita por Gadzh. en 1973.

## Distribución
Se encuentra en el territorio de Transcaucasia.